# 喜多川此麿
喜多川 此麿（きたがわ このまる、生没年不詳）とは、江戸時代の浮世絵師。

## 来歴
喜多川歌麿の門人、喜多川の画姓を称し煙里亭と号す。作画期は文化の頃で、絵入根本などの挿絵を描いている。

## 作品
- 『春景浅茅原』　絵入根本　※笑門亭編、文化5年（1808年）刊行。浅山芦国と共画
- 『笑本千夜味久佐』三巻　春本　※文化8年（1811年）刊行